# Cojo
O Cojo (também conhecido por Côjo) é o nome tradicional de uma zona da cidade de Aveiro, Portugal, nas margens do Canal do Cojo, entre a Praça Gen. Humberto Delgado e o Cais da Fonte Nova.
Até ao início do séc. XX esta foi uma importante zona de apoio à indústria de cerâmica, sal e pesca de Aveiro, sendo os produtos provenientes da Ria de Aveiro transportados através do canal até ao Cais do Cojo, viajando de seguida em carros de bois até à estação ferroviária, de onde eram exportados para todo o país. Existiram também neste local várias indústrias, tais como a Fábrica de Louça Fina do Cojo (1774) a Fábrica Aleluia (1917) e a Fábrica Jeronymo Pereira Campos (1896, único edifício ainda existente desta altura, convertido posteriormente no Centro de Congressos de Aveiro).
Sensivelmente a meio do Canal do Cojo existia uma área de terra denominada Ilhote do Cojo, na qual funcionou um velódromo (Velódromo do Clube dos Galitos). Com o aterro e consolidação da margem norte do canal, o ilhote foi incorporado nesta margem, deixando de existir.

Atualmente, os únicos vestígios com referência a esta zona são o Canal e o Cais do Cojo, estando atualmente localizados nesta área o mercado Manuel Firmino, o Fórum Aveiro e o edifício da Companhia de Seguros Ultramarina.

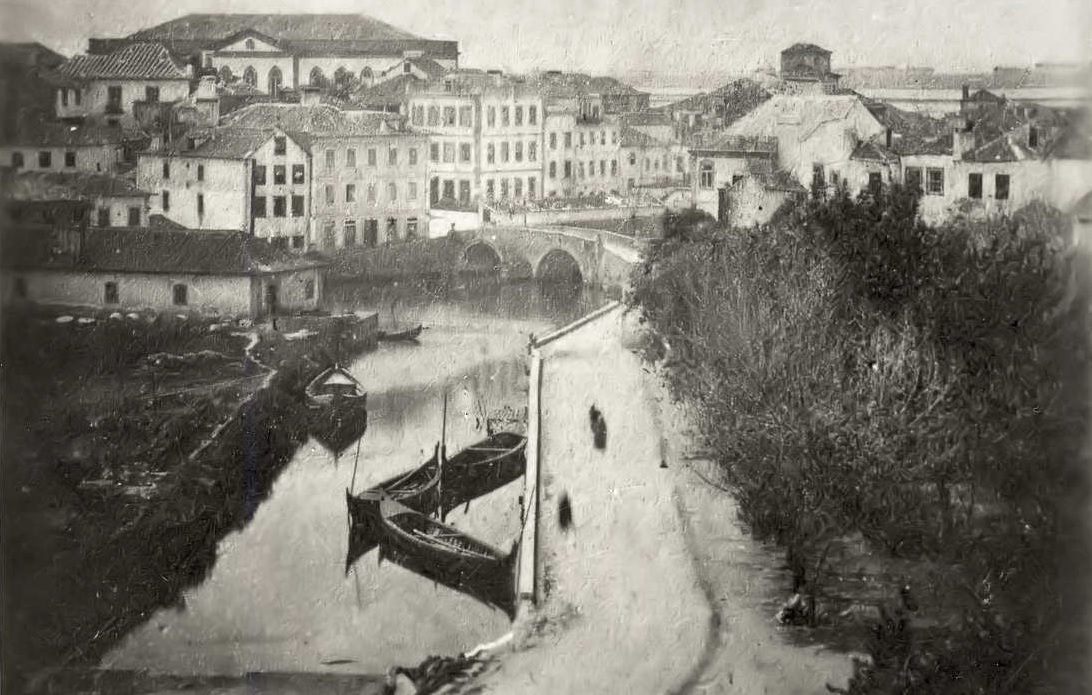
Zona do Cojo, em 1890. A área à esquerda é atualmente ocupada pelo Fórum Aveiro. Exisitia também um moínho de marés, convertido posteriormente na Capitania do Porto de Aveiro.
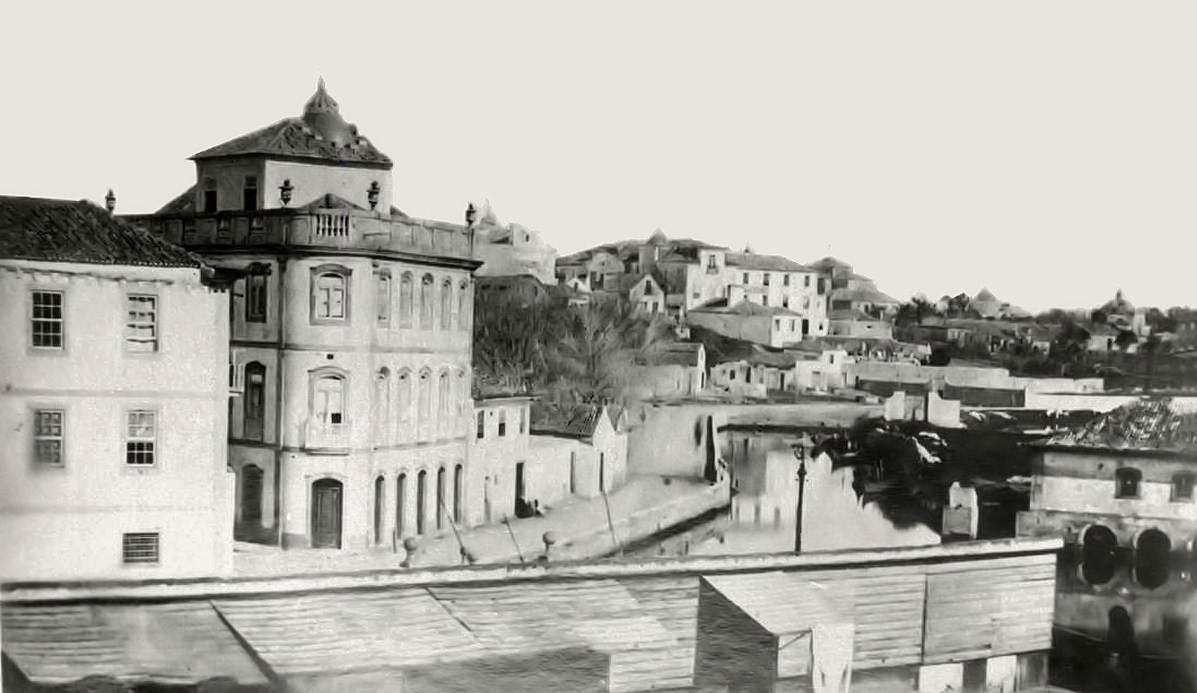
Vista a partir das Pontes (atual Praça Gen. Humberto Delgado), em 1890. À direita, é visível o moínho de marés que foi convertido na Capitania do Porto de Aveiro.
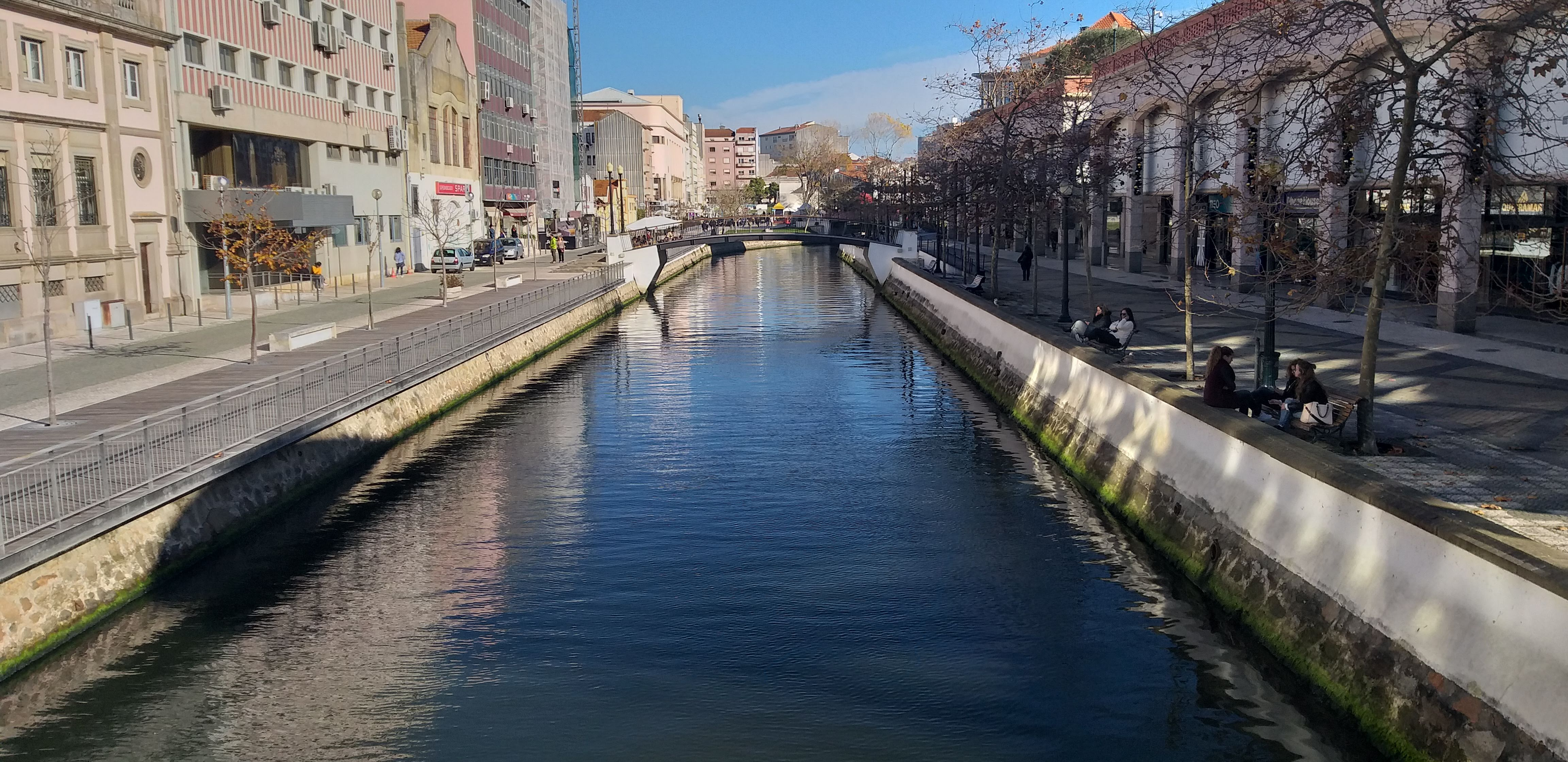
Cais do Cojo. Até ao início do séc. XX, vários produtos eram transportados até um cais aqui existente, sendo depois transportados em carros de bois até à estação ferroviária.
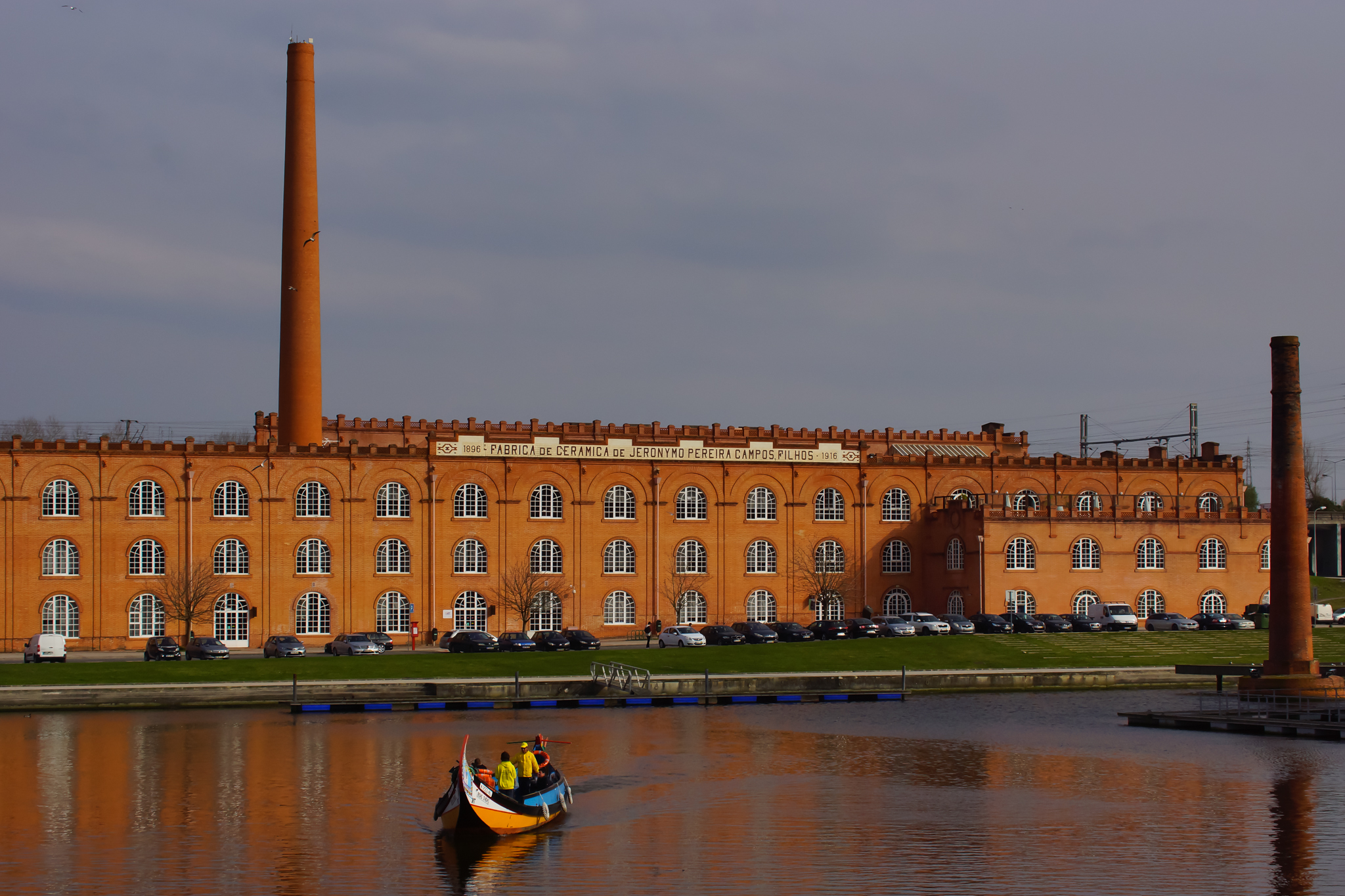
Fábrica Campos (atual Centro de Congressos de Aveiro), no Cais da Fonte Nova.
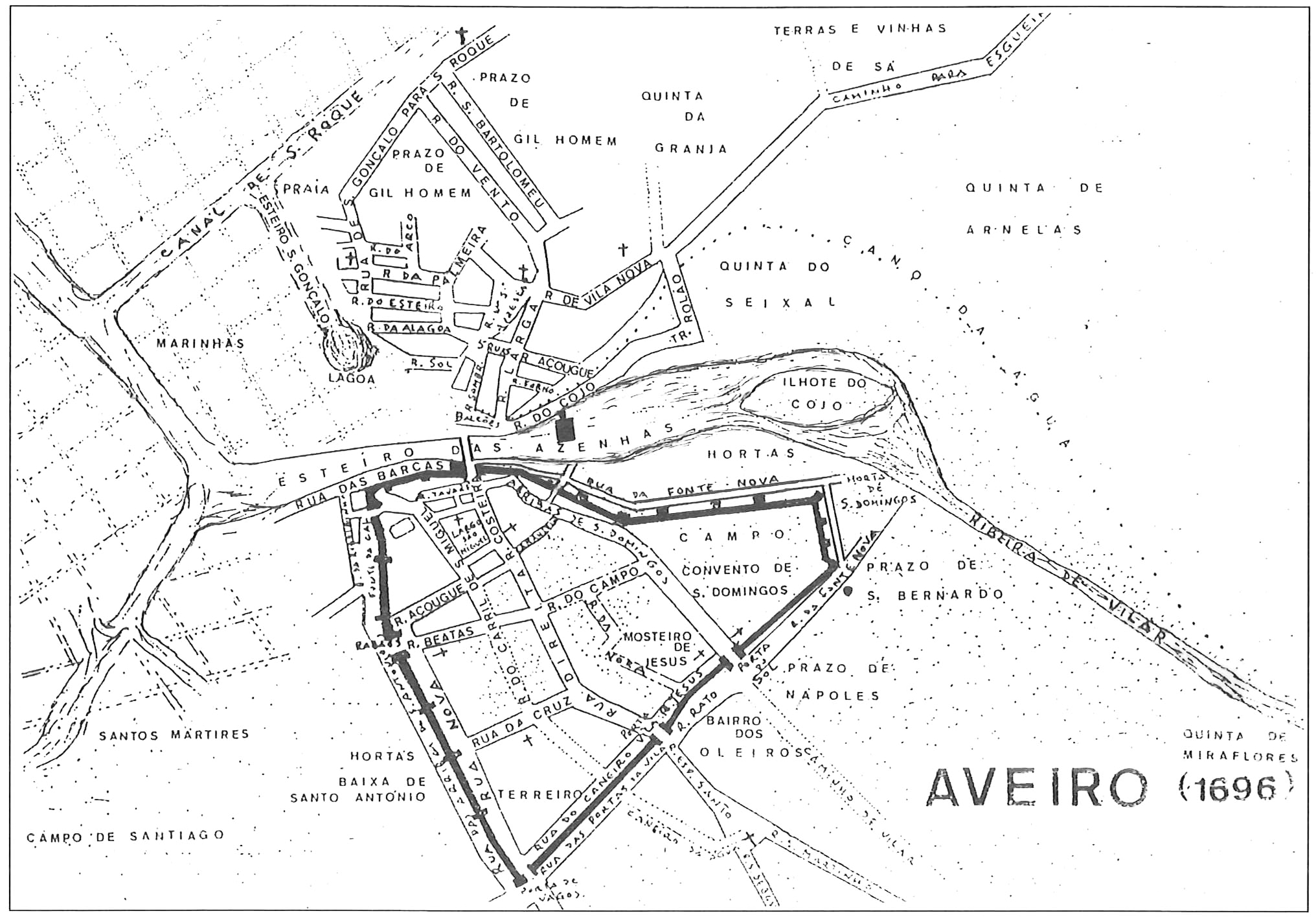
Mapa de Aveiro, de 1696. Nele, é visível o Ilhote do Cojo.
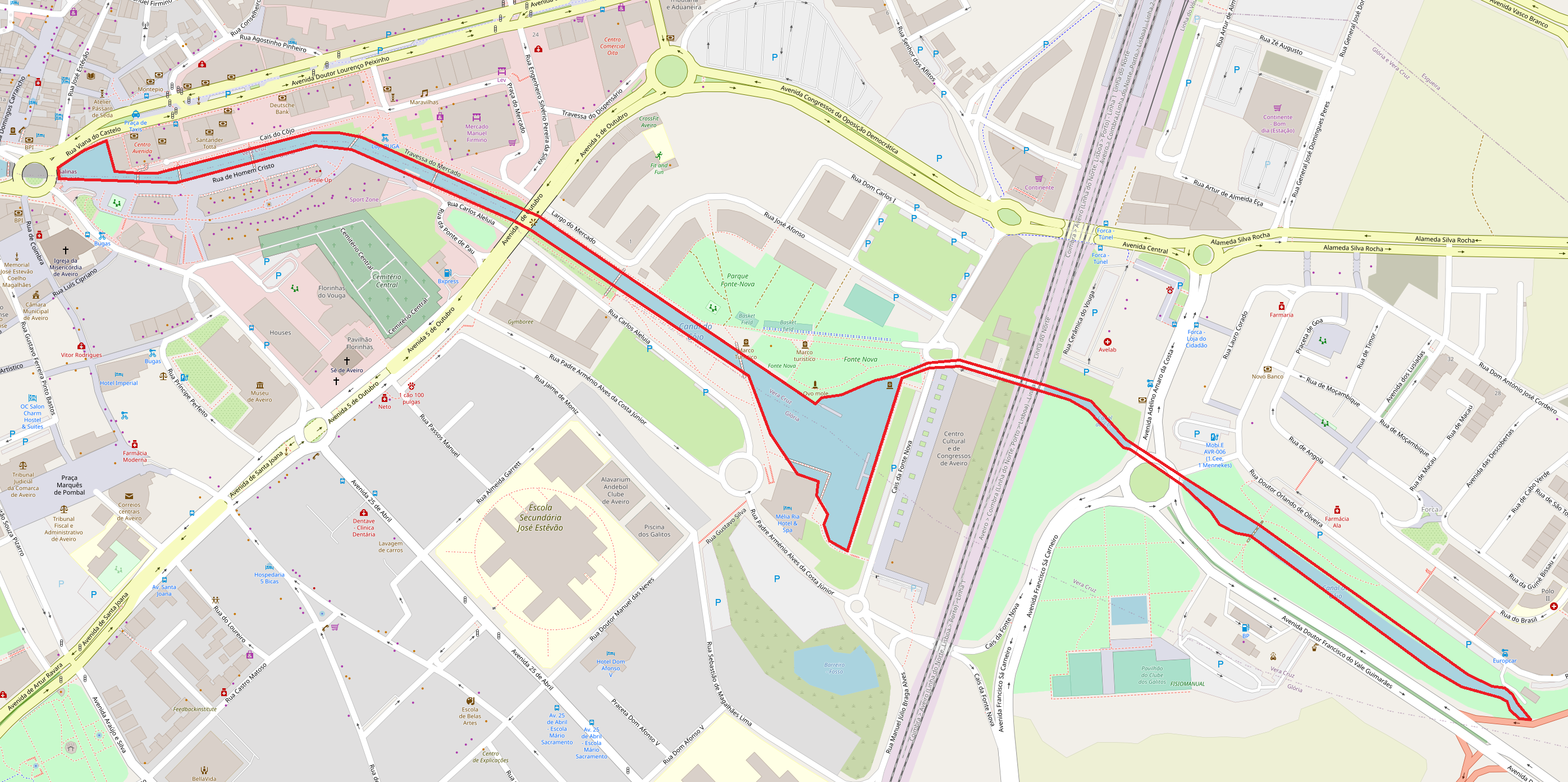
Mapa com os limites do Canal do Cojo (a vermelho). A zona do Cojo ocupava, sensivelmente, a metade esquerda do canal.